# The Binding of Isaac: Rebirth
The Binding of Isaac: Rebirth (engl. für Die Bindung Isaaks: Wiedergeburt) ist ein Remake des Computerspiels The Binding of Isaac und wurde erstmals am 4. November 2014 veröffentlicht.
Das Spiel handelt wie der Vorgänger von einem nackten, weinenden Jungen namens Isaac, dessen Mutter von Gott den Befehl erhält, ihn als ein Menschenopfer zu töten. Isaac flieht daraufhin in den von Monstern verseuchten Keller, wo er seine Tränen als Geschosse verwendet, um sich zu verteidigen und die Monster zu besiegen.
Der Name des Spiels bezieht sich auf die biblische Erzählung der Bindung Isaaks. Das Spiel enthält viel schwarzen Humor und viele weitere Referenzen auf religiöse Themen, Abtreibung, Krankheit, Geschlechtsidentität und Suizid; alles Themen, die traditionell in Computerspielen eher gemieden werden.

## Spielprinzip
Das Spiel ist ein 2D-Action-Adventure, bei dem der Spieler Isaac oder einen von zahlreichen weiteren freischaltbaren Charakteren durch einen mit Monstern gefüllten Keller sowie weitere Level steuert. Hierbei sammelt der Spieler Münzen, Schlüssel zum Aufschließen von Schatztruhen und speziellen Räumen, Bomben sowie verschiedene weitere Gegenstände, die größtenteils ebenfalls durch mehrmaliges Spielen bzw. durch Erreichen von Errungenschaften freigeschaltet werden müssen.
Solche Gegenstände erhöhen beispielsweise die eigene Lebensenergie oder den Schaden, oder lösen spezifische Effekte aus, wodurch beispielsweise Isaacs Tränen zielsuchend oder explosiv werden. Hierbei sind nicht alle Effekte objektiv positiv. Es gibt einige Effekte, die riskant oder von situationsbedingtem oder zweifelhaftem Nutzen sind, weil sie positive und negative Aspekte kombinieren, also beispielsweise den Schaden erhöhen aber die eigene Lebensenergie senken oder die Wahrscheinlichkeit erhöhen, dass Isaac sich durch Explosionen o. ä. selbst verletzt.
Da die Spielwelt zufällig generiert wird und immer nur wenige Gegenstände zufällig an bestimmten Orten vorkommen, erlebt der Spieler immer neue Gegenstände und es ergeben sich immer neue Kombinationen von Effekten und immer neue Spiel-Erfahrungen, was den Wiederspielwert erhöht.
Rebirth kann im Gegensatz zum Vorgänger nicht mit der Maus gesteuert werden. Stattdessen werden Gamecontroller unterstützt. Als weiteres neues Feature gibt es einen lokalen Koop-Modus. Im September 2023 wurde die Erweiterung auf einen online Koop-Modus bestätigt. Am 19. November 2024 wurde schließlich mit der Veröffentlichung der Erweiterung Repentance+ ein Online-Koop-Modus vollständig integriert.

## Entwicklung
The Binding of Isaac: Rebirth wurde vom Kalifornischen Unternehmen Nicalis entwickelt und von Edmund McMillen entworfen.
Der Hauptgrund für die Neuentwicklung war, das beim Vorgänger genutzte Adobe Flash durch eine neue Engine zu ersetzen, um die Leistung zu verbessern und weitere Probleme zu eliminieren. Zudem enthält das Spiel neu abgestimmte Gegenstände und Gegner, 16-Bit-Grafik im Retro-Stil, einen Koop-Modus und Unterstützung für Spielkonsolen.
Rebirth enthält den gesamten Spielinhalt von The Binding of Isaac und dessen Erweiterung Wrath of the Lamb, sowie neue Charaktere, Gegenstände, Gegner, Räume und mehr.

## Release
Im August 2013 wurde während Sonys Pressekonferenz auf der Gamescom angekündigt, dass Rebirth auf der PlayStation 4 und PlayStation Vita erscheinen wird; PlayStation-Plus-Kunden erhalten das Spiel ohne zusätzliche Kosten. Auf die Nachfrage, ob eine gute Chance für eine 3DS-Portierung bestünde, antwortete Edmund McMillen mit „nope“. Trotz dieser Absage veröffentlichte Nicalis im März 2014 über Twitter eine Reihe von Screenshots, welche das Spiel auf der Nintendo 3DS und Wii U zeigten. Am 23. Juli 2015 wurden in Nordamerika schließlich Versionen für die Wii U, New Nintendo 3DS und Xbox One veröffentlicht. In Japan fand die Erstveröffentlichung der 3DS-Version am 28. Oktober statt und in Europa für die Wii U und 3DS am 29. Oktober. Am 9. Januar 2017 ist das Spiel für iOS im Apple App Store erschienen.
Ab dem 5. September 2014 konnte The Binding of Isaac: Rebirth über Steam vorbestellt werden. Besitzer des Vorgängers erhielten einen Preisnachlass von 33 %.

## Erweiterungen

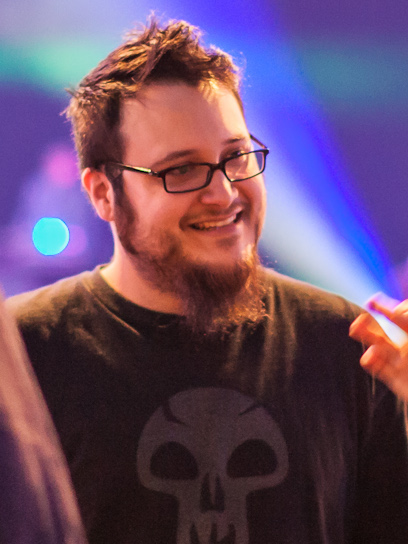
Edmund McMillen, Designer des Spiels

### Afterbirth
Im Februar 2015 kündigte McMillen die erste Erweiterung für Rebirth mit dem Namen Afterbirth (engl. für Nachgeburt) an, die am 30. Oktober 2015 auf Steam veröffentlicht wurde und zusätzliche Gegenstände, Gegner und Spielmodi enthält.

### Afterbirth+
Im März 2017 erhielt das Spiel mit der Erweiterung The Binding of Isaac: Afterbirth+ in Nordamerika eine digitale und eine physische Veröffentlichung für Nintendo Switch. In Europa und Asien war die Version ab dem 7. September 2017 erhältlich. Afterbirth+ wurde auch für den PC veröffentlicht und setzt dort Rebirth und die Erweiterung Afterbirth voraus und bietet auch zusätzliche Gegenstände und Spielinhalte.

### Repentance
2018 kündigte Edmund McMillen mit Repentance (engl. für Buße) eine weitere und voraussichtlich die letzte Erweiterung für Rebirth an. The Binding of Isaac: Repentance erschien am 31. März 2021 und ist die bislang größte Erweiterung. Sie enthält unter anderem einen neuen Koop-Modus, neue Charaktere und Endgegner, überarbeitete Grafikdarstellung und fast alle Inhalte des Fan-Mods Antibirth sowie zahlreiche weitere neue Inhalte. Das Design von vielen Charakteren und Monstern wurde überarbeitet, sodass diese eher den Darstellungen im Flash-Vorgänger entsprechen. Aufgrund des großen Umfangs bezeichnete McMillen Repentance als „Isaac 1.9“.

### Repentance+
Am 18. November 2024 erschien die Erweiterung Repentance+ als kostenloses Update. Die Erweiterung macht den Koop-Modus auch online spielbar und enthält außerdem Balance-Updates.

## Resonanz und Erfolg
Das Spiel wurde von Kritikern größtenteils positiv bewertet. Das Spiel erhielt einen Metascore von 86 %. Destructoid gab dem Spiel eine 10/10-Wertung und kommentierte: „Rebirth ist eine unglaubliche Erfahrung, die man nicht verpassen sollte.“